# هامو بیک-نازاریان
هامو بیک-نازاریان (ارمنی: Համո Բեկնազարյան؛ زاده ۱۹ مهٔ ۱۸۹۱ – درگذشته ۲۷ آوریل ۱۹۶۵) کارگردان، فیلم‌نامه‌نویس، و بازیگر اهل ارمنستان بود. وی کارگردان نخستین فیلم بلند ارمنی ناموس، کارگردان نخستین فیلم ناطق ارمنی پپو، و سازنده بیش از ده فیلم، از کمدی و حماسی گرفته تا مستند و نیمه مستند بود.

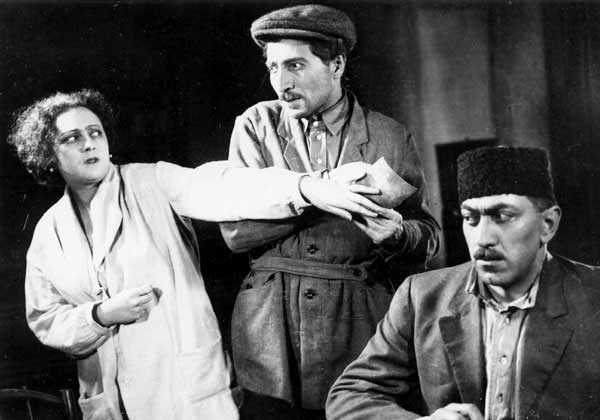

## زندگی‌نامه
وی با نام اصلی هامبارتسوم بیک-نازاریان (ارمنی: Համբարձում Բեկնազարյան) در ۳۱ مه [سبک قدیمی: ۱۹ مه] ۱۸۹۱ یا ۳۱ مه [سبک قدیمی: ۱۹ مه] ۱۸۹۲ در ایروان به دنیا آمد. بیک-نازاریان در جوانی در مسکو در فیلم‌های صامت روسی و در شمار زیادی از فیلم‌های صامت با عنوان‌هایی چون لبخند مدوسا، شیطان آتشین، شیرین‌تر از زهر، و پیروزمندان و شکست‌خوردگان بازی کرد. پس از انقلاب اکتبر و سوسیالیستی شدن منطقه قفقاز، نخستین فیلم‌های بلند خود را در جمهوری شوروی سوسیالیستی گرجستان کارگردانی کرد. او در میانه دهه ۱۹۲۰ (میلادی) به ارمنستان کوچ نمود. بیک نازاریان در سال ۱۹۲۶ در روستایی ایزدینشین در کشور ارمنستان فیلم زاره را ساخت که نخستین فیلم کردی محسوب می‌شود. بیک-نازاریان واپسین دوره کاری‌اش را در تاجیکستان سپری کرد و در این جمهوری فیلم ساخت. وی در سال ۱۹۶۵ در مسکو زندگی را وداع گفت و در گورستان ارامنه مسکو به خاک سپرده شد.

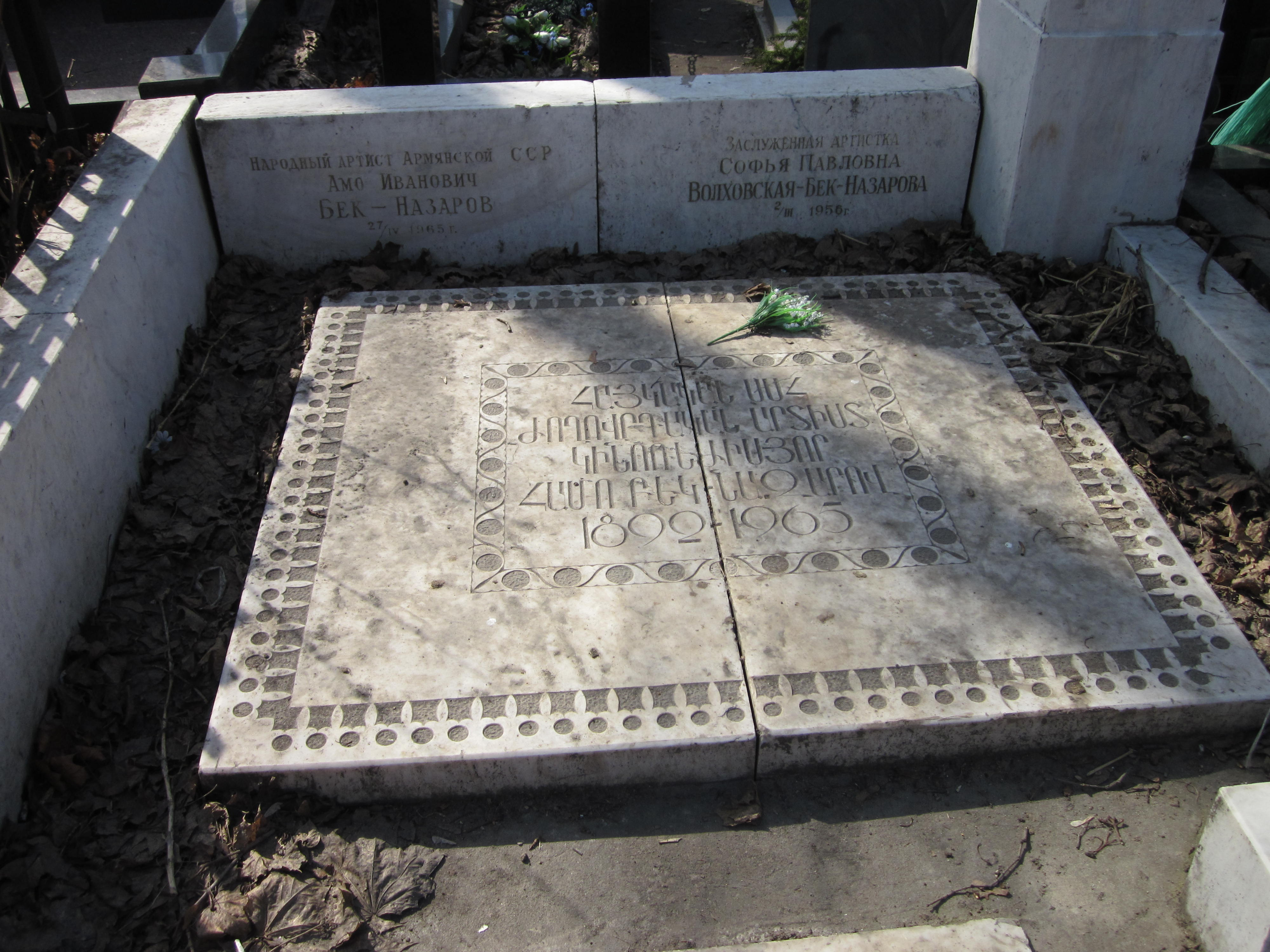
مزار هامو بیک-نازاریان، گورستان ارامنه مسکو

وی برنده جوایزی همچون هنرمند مردمی ارمنستان شوروی و جایزه استالین شد.

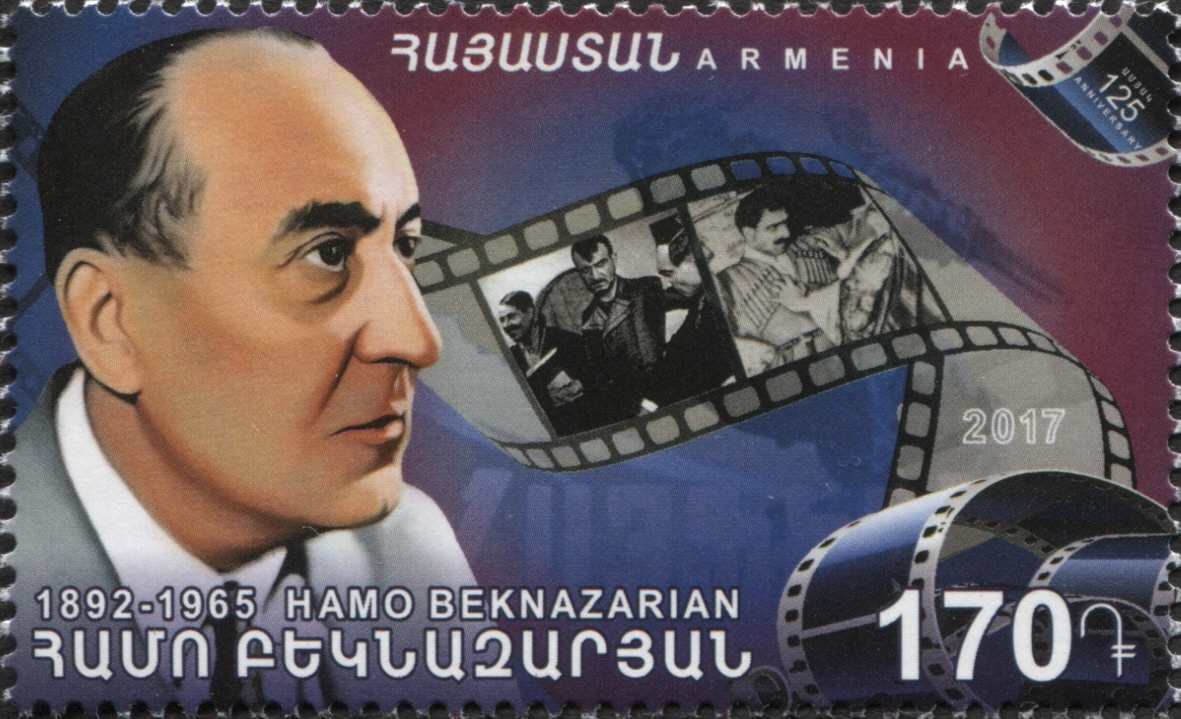
تمبر یادبود هامو بیک-نازاریان

## فیلمشناسی
| عنوان فیلم                  | سال تولید | هنرپیشه | کارگردان | نویسنده |
| --------------------------- | --------- | ------- | -------- | ------- |
| قلعه سورام                  | ۱۹۲۲      | آری     | -        | -       |
| پاتریسید                    | ۱۹۲۳      | آری     | آری      | -       |
| ناموس                       | ۱۹۲۵      | -       | آری      | آری     |
| پرونده دادگاه قتل مکلاوادزه | ۱۹۲۵      | -       | آری      | -       |
| ناتلا                       | ۱۹۲۶      | -       | آری      | -       |
| شور و شورشور                | ۱۹۲۶      | -       | آری      | آری     |
| زاره                        | ۱۹۲۷      | -       | آری      | آری     |
| خزپوش                       | ۱۹۲۸      | -       | آری      | آری     |
| خانه‌ای روی آتشفشان          | ۱۹۲۸      | -       | آری      | آری     |
| داویت بک                    | ۱۹۴۳      | -       | آری      | آری     |
| پپو                         | ۱۹۳۵      | -       | آری      | آری     |
| زانگزور                     | ۱۹۳۸      | -       | آری      | آری     |
| آناهیت                      | ۱۹۴۷      | -       | آری      | -       |
| نصرالله در خجند             | ۱۹۵۹      | -       | آری      | -       |